# 106,9 Radio Gong
106,9 Radio Gong ist ein privater Hörfunksender aus Würzburg und seit dem 8. Mai 1987 auf Sendung.
Im ersten Jahr seines Betriebs nannte sich der Sender Radio Gong Mainland und teilte sich seine UKW-Frequenz mit Radio W1 und Main-Radio (später Charivari.fm, Würzburg). Nachdem die gemeinsam genutzte Frequenz auf UKW 103,0 MHz aufgegeben wurde, erhielten alle drei Lokalsender in Würzburg eigene Frequenzen. Radio Charivari auf 97,1 MHz, Radio Gong Mainland auf 92,1 MHz und Radio W1 erhielt die Frequenz 95,8 MHz. Später wandelte sich Radio Gong mit einer erneuten Frequenzänderung zu 106,9 Radio Gong und strahlt dort ein 24-stündiges Musikprogramm aus.
Der Sender spielt aktuelle Musikhits aus den Charts (Slogan: Dein Heimvorteil) und versorgt die Region Mainfranken mit regionalen Informationen immer zur halben Stunde (von 5:00 bis 10:00 Uhr und von 16:00 bis 19:00 Uhr), sowie in Kurzform im Anschluss an die Weltnachrichten zur vollen Stunde.
106,9 Radio Gong kann man in Würzburg und in Großteilen Unterfrankens auf der leistungsstarken UKW-Frequenz 106,9 MHz (fünf Kilowatt) empfangen. Zudem bietet sich auch die Möglichkeit an, den Sender im Kabelnetz zu hören. Seit dem 4. Juli 2017 ist Radio Gong auch über Digitalradio DAB+ auf Kanal 10A in ganz Unterfranken und darüber hinaus z. B. im Rhein-Main-Gebiet zu empfangen.
Seit 15. Juli 2007 ermittelt Radio Gong mit den Würzburg Top 30 (anfangs Top 40) eine Hitliste der Region, die sonntags von 18 bis 21 Uhr zu hören ist. Dabei werden die Verkaufsmengen vom Media-Markt in Würzburg ermittelt und von den Hörern per Internet abgestimmt. Die Hitliste wird jede Woche neu erstellt.
Seit 2009 kürt Radio Gong auch die Coolste Gemeinde Mainfrankens. So konnte sich 2009 Gaukönigshofen und 2010 Himmelstadt gegen jeweils 19 bzw. 14 weitere Gemeinden durchsetzen.